# NGC 2907
NGC 2907 este o astronomical radio source⁠(d) situată în constelația Hidra. A fost descoperită în 31 decembrie 1785 de către William Herschel. Se află la o distanță de 30,47 de megaparseci de Pământ.